# Sun Yawei
Sun Yawei, född 17 oktober 1987, är en friidrottare från Kina. Hon deltog vid olympiska sommarspelen 2012.